# Gründbergstube
Die Gründbergstube ist eine ehemalige Forsthütte im Urschlauer Forst in der Gemeinde Ruhpolding.
Die Gründbergstube stand früher unter Denkmalschutz und war unter der Nummer D-1-89-140-156 in die Bayerische Denkmalliste eingetragen.

## Baubeschreibung
Bei der Gründbergstube handelt es sich um einen zweigeschossigen, verputzten Massivbau im Heimatstil mit geböschten Eckverstärkungen, Blockbaugiebel und breiter Hochlaube. Das Gebäude wurde 1923 erbaut.

## Heutige Nutzung
Die Gründbergstube wird vom Amter für Ernährung, Landwirtschaft und Forsten Traunstein als Bergwalderlebniszentrum genutzt. Das Gebäude ist mit zwei Seminarräumen, einer Selbstversorgerküche sowie sechs Schlafräumen mit Dusche und WC ausgestattet. Im Mittelpunkt des Bergwalderlebniszentrums steht das „Lernen durch Erleben in der Natur“.

## Lage
Die Gründbergstube befindet sich der Urschlauer Achen auf einer Höhe von 775 m ü. NN. Die Adresse lautet Urschlau 4 in Ruhpolding.